# Une vie (Simone Veil)
Pour les articles homonymes, voir Une vie.
Une vie est une autobiographie de Simone Veil publiée en 2007. Les quatre premiers chapitres du livre sont regroupés dans un livre intitulé Une jeunesse au temps de la Shoah paru en 2010.
Elle y raconte sa vie en partant de sa plus tendre enfance au début des années 1930, son passage dans les camps de concentration en 1944-1945 jusqu’à la période précédant son élection à l'Académie française en 2008.

## Résumé
Simone Jacob, née en 1927, a une enfance dans une famille heureuse et aimante à Nice. Pourtant, dès  l'été 1940, sa famille est menacée car elle était juive, menace grandissant avec une Gestapo de plus en plus influente en France. En mars 1944, juste après avoir passé ses épreuves du baccalauréat, elle est arrêtée à Nice par la Gestapo et déportée à Paris avec sa sœur et sa mère où étaient regroupés tous les prisonniers puis vers le camp d'Auschwitz-Birkenau en Pologne. Simone raconte son passage du bonheur à l'enfer, elle y décrit sa vie au sein du camp, ses peurs, ses peines et ses douleurs. Partagée entre la peur de mourir et celle de voir ses proches mourir, la narratrice emporte le lecteur à l’intérieur de cet enfer. 
À sa sortie des camps en avril 1945, accompagnée de ses sœurs , l'une malade, et l'autre, Denise, à peine retrouvée, on la suit dans son retour en France. Elle est accueillie par son oncle et sa tante en Suisse. Prise de désillusion dans un monde injuste où le jugement est encore roi[Quoi ?], elle décide de reprendre ses études et de s'inscrire à la faculté de droit puis réussit à entrer à Sciences-Po. 
À l'automne 1946, elle rencontre Antoine Veil qu'elle épouse, s'appelant désormais Simone Veil. Elle donne naissance en 1947 à leur premier enfant. Après 1947, Simone Veil raconte à travers son livre son parcours politique et ses rencontres avec des personnalités marquantes. Elle évoque sa nomination comme ministre de la Santé en 1974, sa campagne aux élections européennes en 1979 et son élection comme présidente du Parlement européen poussée par le président de la République française de l'époque Valéry Giscard d'Estaing.

## Analyse et commentaires
L'autobiographie de Simone Veil est un livre empli de force et d'espoir, on y découvre au fil des pages le courage d'une jeune fille qui deviendra femme et permettra de grandes avancées des droits des femmes. Simone Veil prouve à travers son livre, son attachement aux valeurs familiales et aux principes républicains et montre aussi son caractère trempé et porté à la rébellion.
Entre sa volonté de dénoncer — « Trop commode ! Dire que tout le monde est coupable revient à dire que personne ne l'est. » — et à la fois son envie de montrer son amour pour son pays aux travers de toutes les causes auxquelles elle s'est associée, elle emmène le lecteur dans le parcours d'une vie passionnante. 
Simone Veil qui disait souvent « Mon premier réflexe est toujours de dire non » laisse transparaître à travers son livre, ses faiblesses du début qui lui ont permis d'acquérir sa force de caractère et sa détermination d'adulte.

## Réception
À sa sortie en octobre 2007, l'autobiographie Une vie fit rapidement l'unanimité selon le magazine professionnel Livres hebdo. L'ouvrage de Simone Veil dépassa les 302 000 exemplaires vendus et serait devenu la meilleure vente de l'année dans la catégorie Essais et documents. À sa sortie, de nombreux journaux français ne tardèrent pas à exprimer leurs avis. Le journal Le Monde écrivit: « Simone Veil : Mémoire vive [...], elle reste toujours aussi mordante. » Le Figaro écrivit même à la mort de l'auteur, 10 ans après : « L'académicienne qui s'était jusqu'alors peu confiée, avait touché par son ton personnel, tranchant, parfois mordant. »
En effet, la notoriété de Simone Veil a permis de renforcer le succès du livre. Dès sa parution, celui-ci a été promu par la presse et la télévision, après des années d'attente de la part du public qui connaissait seulement les grandes lignes de son histoire. L'ouvrage a ainsi obtenu un succès phénoménal grâce aux confessions dont a fait part Simone Veil notamment par son témoignage touchant sur la déportation qu'elle a vécue.